# AkelPad
AkelPad — безкоштовний текстовий редактор з відкритим кодом для операційних систем Microsoft Windows, але може вільно працювати під Wine та  під управлінням Unix -подібних операційних систем таких як Linux. Розповсюджується на умовах ліцензії BSD.
Проєкт знаходиться на сайті SourceForge.net звідки був завантажений більше 3 мільйонів разів.

## Опис
Програма була написана і розроблена Олексієм Кузнєцовим з 2003 до 2006 роки, пізніше у проєкту з’явився новий розробник Олександр Шенгальц.
Функціональність редактору може бути розширена за рахунок плагінів.
Починаючи з версії 4.0.0 alpha 1 AkelPad використовує свій власний елемент інтерфейсу "AkelEdit" замість Rich Edit [Архівовано 12 грудня 2021 у Wayback Machine.] від Microsoft Windows, що дає йому  додаткові можливості керування текстом у вікні.

## Можливості
- Одновіконний режим (SDI), багатовіконний (MDI) і псевдо багатовіконний режими (PMDI).
- Повну підтримку Unicode рядків на Unicode системах (NT/2000/XP/2003/Vista/7).
- Робота з кодуванням Unicode (UTF-16 little endian, UTF-16 big endian, UTF-32 little endian, UTF-32 big endian, UTF-8).
- Працювати з будь-якого кодовою сторінкою, встановленою у системі.
- Робота з DOS/Windows, Unix- и Mac – формату перекладу сторінки.
- Попередній перегляд відкритих файлів.
- Коректне відображення псевдографічних символів.
- Виділення блоку тексту.
- Багаторівневе скасування дій.
- Швидкий пошук/заміна текстових рядків.
- Запам’ятовування кодування і позиції курсору у файлі.
- Друк (в тому числі кольору) і попереднього перегляду.
- Підтримка мовних модулів.
- Підтримка плагінів (підсвітка синтаксису, автодоповнення коду, згортання коду, запуск скриптів, клавіатурні макроси, можливість створювати свої власні меню, зокрема контекст, колір теми, і т. д.).

## Плагіни
Архітектура програмного забезпечення побудована так, щоб дозволити підключення зовнішніх модулів, як динамічні бібліотеки для розширення прав і можливостей. Всі плагіни  вільно доступні на офіційному сайті для завантаження. Деякі з них:
- Coder - підсвічування синтаксису, згортання блоків, автодоповнення, колір теми.
- ContextMenu — задає головне меню і контекстне меню для вікна редагування, MDI вкладки, посилання та останні файли.
- ToolBar — додає користувацькі панелі інструментів.
- Explore — додає панель провідника.
- Sessions — збереження і відновлення сеансу MDI.
- Scripts — дає змогу використовувати різні об'єкти COM.
- Hotkeys – призначення гарячих клавіш користувачами.
- SpecialChar — показує та підсвічує спеціальні символи ( пробіл, табуляція, новій рядок, вертикальна табуляція, нульовий символ ).
- LineBoard — номери рядків та стовпчиків, підтримку закладок.
- Sounds – програвання звуків під час введення тексту.

## Нагороди
Лауреат премії журналу PC Magazine/RE за 2008 рік. 